# Ibisbrug
De Ibisbrug is een ophaalbrug in het centrum van de Nederlandse stad Rotterdam. De brug overspant de Scheepmakershaven en verbindt de noordzijde van de Scheepmakershaven nabij de Wijnbrugstraat met de Hertekade. De bouw startte in mei 2012 en in april 2013 is de brug in gebruik genomen. De brug kreeg in maart 2016 definitief haar naam, nadat ze al eerder in de volksmond Ibisbrug werd genoemd. De brug werd zo genoemd omdat de vorm op die van de snavel van een ibis lijkt.
De brug is afkomstig van de tekentafels van het Ingenieursbureau Rotterdam, waar toen architecte Marja Haring werkzaam was, die bij het ontwerp gebruik maakte van het Bouwwerkinformatiemodel (BIM). Zij ontwierp een brug met een lengte van 45 meter, verdeeld over twee aanbruggen van circa 12 meter en daartussen een beweegbaar deel van circa 11 meter (doorvaartbreedte). Wat direct opvalt aan de brug is de enkele hameistijl, die dan ook nog in het midden van het brugdek staat. Dit zorgde ervoor dat de breedte tussen de gekromde buisliggers fluctueert van 2,5 meter aan het begin, 5 meter in het midden (waar de hameistaal staat) en 2,5 meter aan het eind. In gesloten stand hangt het brugdek op 2,7 m+ NAP. Waar bij gangbare types ophaalbruggen een onderscheid gemaakt kan worden tussen hameipoort, de balans, priemen en hangstangen, kwam Haring met een ontwerp waarin dit in één vloeiende constructie is verwerkt, die dan ook nog de vorm heeft van de genoemde ibis. De brug wordt "in gang gezet" door een hydraulische cilinder, die onder de zuidelijke aanbrug hangt. Deze cilinder kan de brug bijna haaks op het wateroppervlak zetten. De energie wordt geleverd door een aggregaat en aansturing, dat geplaatst is in de zuidelijke kade. Door toepassing van verzinkt staal zorgde de ontwerpster ervoor de brug onderhoudsvriendelijk is (zowel in tijd als toepasbaarheid); bij eventuele schade aan de brug kunnen delen ervan eenvoudig vervangen worden. De geleverde brug is slechts op een gebied beperkt; ze is in geopende stand gevoelig voor wind. 
De brug won in 2012 de Nationale Staalprijs.